# ヨハン・フリードリヒ・マテイ
ヨハン・フリードリヒ・マテイ（Johann Friedrich Matthäi、1777年3月3日 - 1845年10月23日）はドイツの肖像画家、歴史画家である。1810年から1814年の間、ドレスデンの美術学校(Kunstakademie Dresden）の校長を務めた。

## 略歴
マイセンで生まれた。父親は芸術家で、マイセン磁器製作所で働いた人物である。ドレスデンの美術学校でジョヴァンニ・バティスタ・カサノヴァに学んだ後、ウィーンに移り、ウィーン美術アカデミーで5年間、ハインリヒ・フリードリヒ・フューガーに学んだ。
イタリアに旅し1802年から1804年の間はフィレンツェに滞在し、1805年から1807年まではローマで修行した。ドレスデンに戻って教え始め、1810年に美術学校の校長になったが、この時期はナポレオン戦争でザクセン王国は戦場になり荒廃した。ナポレオンが破れてウィーン会議が始まった1814年に校長を辞めるが、美術学校はしばらく校長を置かず学生の自治で運営された。
マテイの教えた学生にはナザレ派の画家になるカール・エガーズ(Carl Eggers)やフィリップ・ファイトがいる。1823年にドレスデンのアルテ・マイスター絵画館の学芸員になり、1934年に館長になった。
イタリアを旅し、帰国中にウィーンで没した。

## 作品

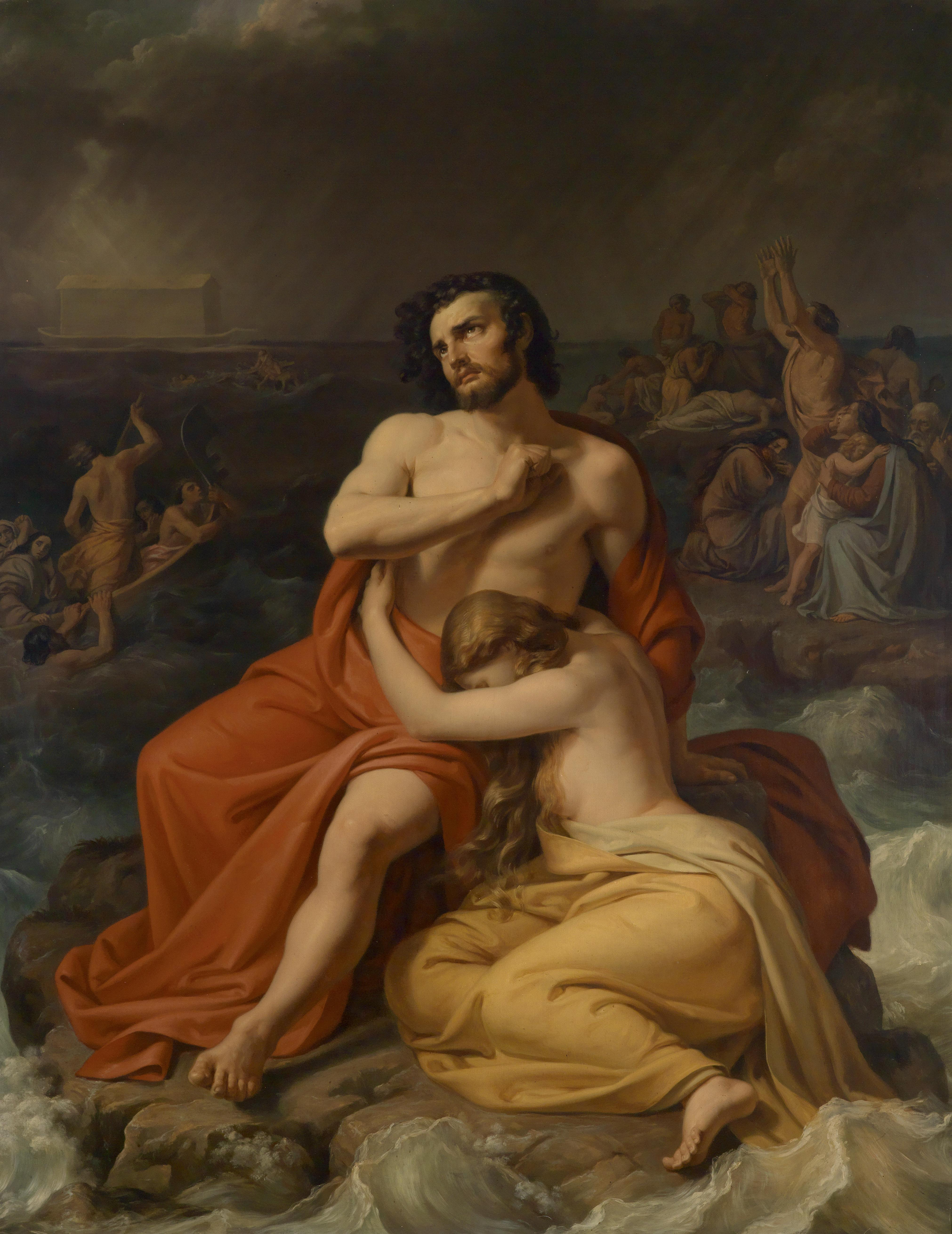
"Die Sinflut"
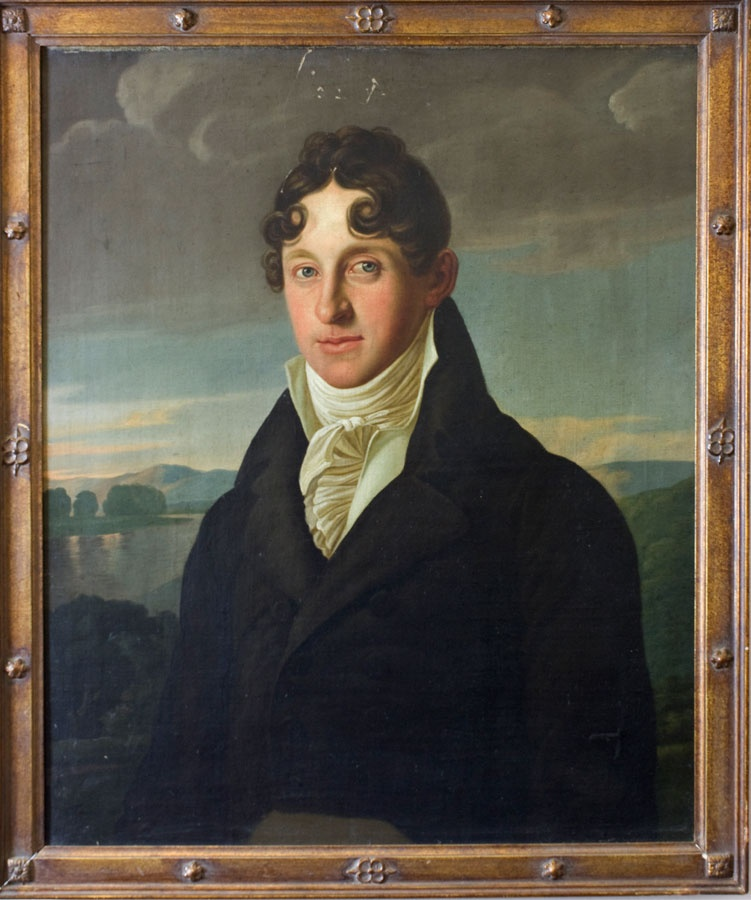
Christian Gottlob von Houwald-役人
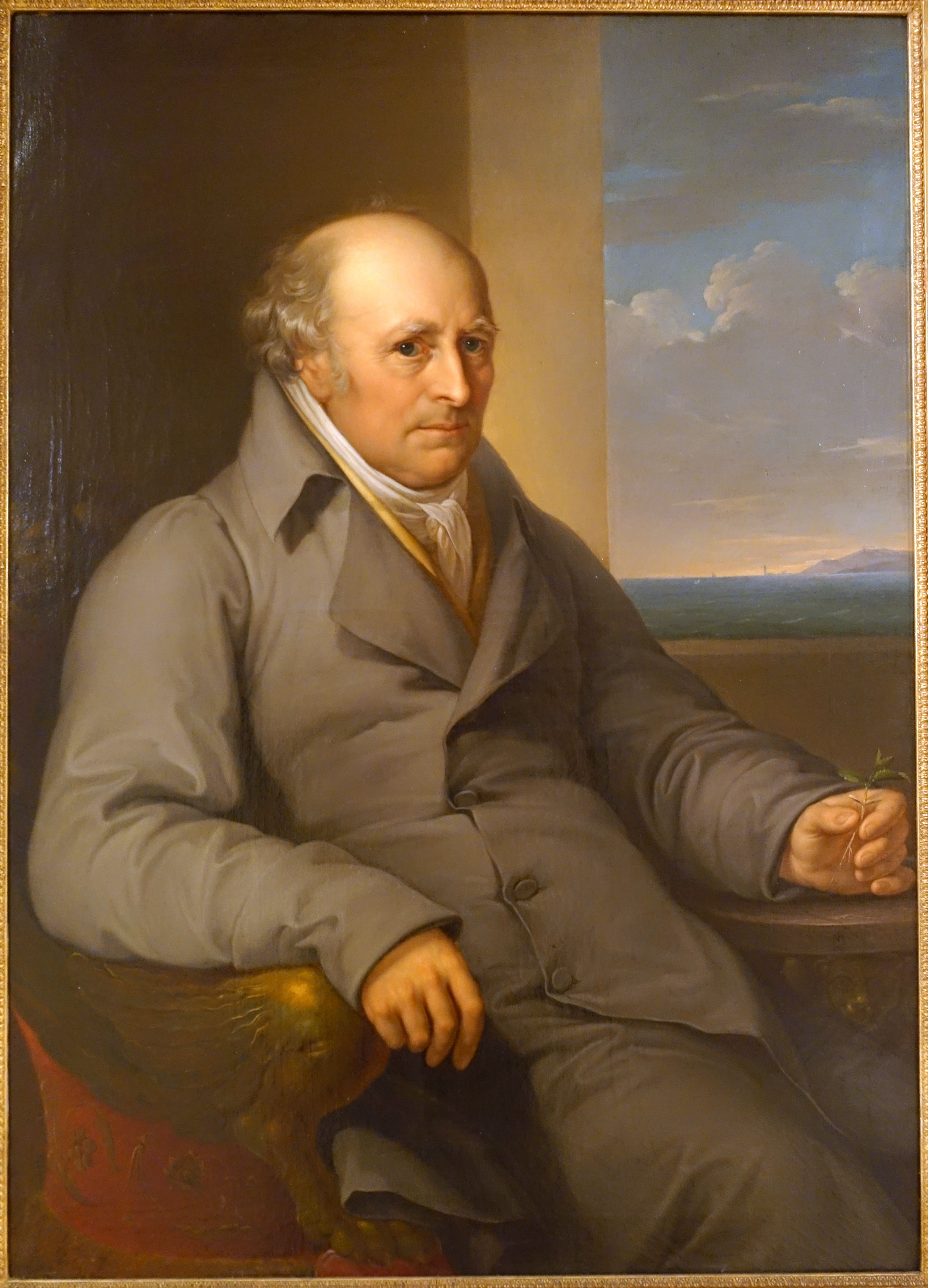
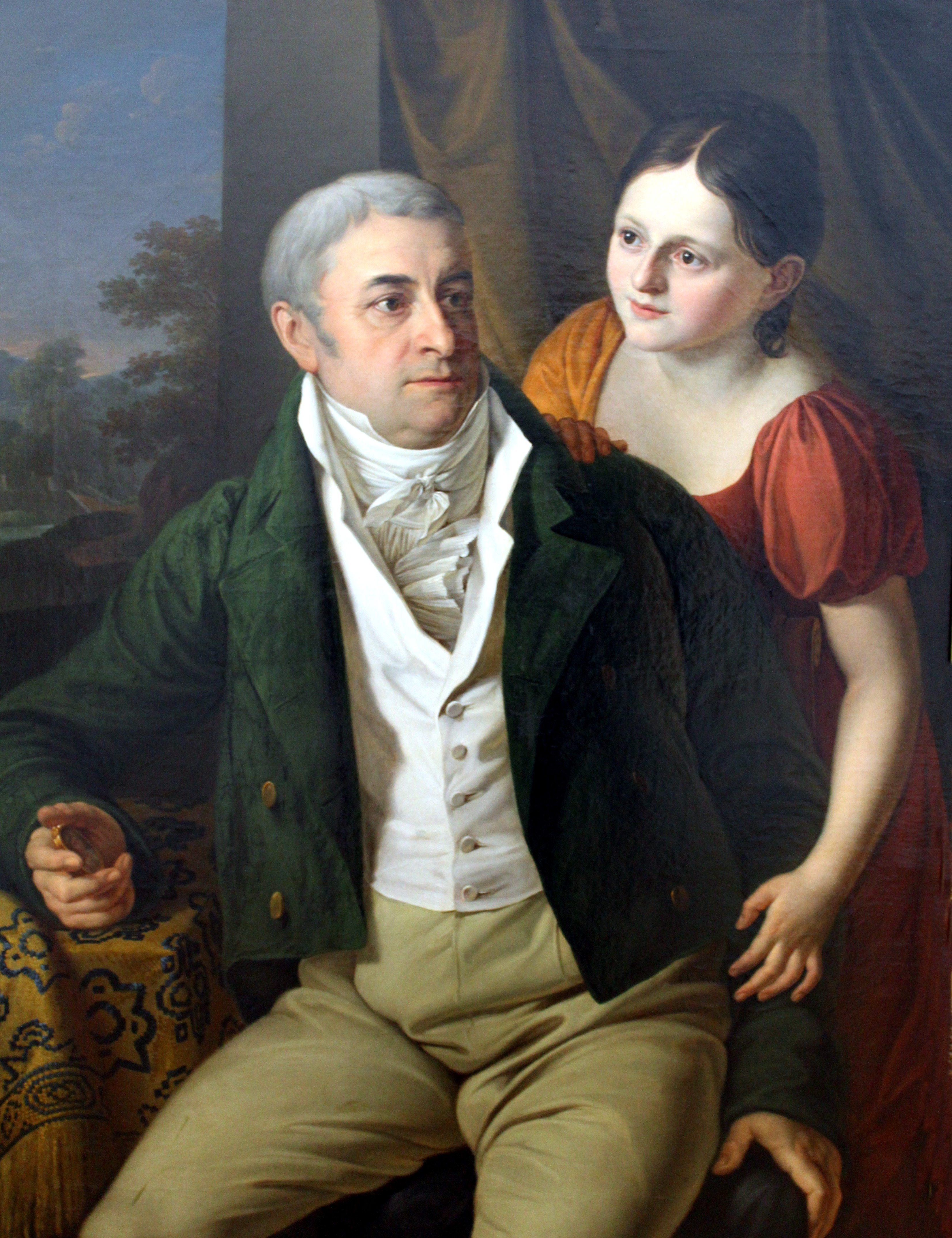